# Mr. India
Mr. India è un film del 1987 diretto da Shekhar Kapur.

## Colonna sonora
Musiche di Laxmikant-Pyarelal.
1. Kavita Krishnamurthy – Hawa Hawaii
2. Kishore Kumar, Kavita Krishnamurthy – Karte Hain Hum Pyaar Mr. India Se
3. Kishore Kumar, Alisha Chinai – I Love You
4. Kishore Kumar – Zindagi Ki Yahin (Sad)
5. Kishore Kumar – Zindagi Ki Yahin
6. Anuradha Paudwal, Shabbir Kumar – Parody Song